# Émile de t'Serclaes de Wommersom
Pour les articles homonymes, voir t'Serclaes.
Le comte Théodore Émile de T'Serclaes de Wommersom est un homme politique, diplomate et homme de lettres belge, né à Bruxelles le 28 août 1809 et décédé à Gand le 25 mai 1880. 

## Biographie
Théodore Émile de t'Serclaes de Wommersom est le fils de Jean François, baron de T'Serclaes de Wommersom, et de  Catherine van der Gote de Metz-Blanc-Bois. Marié à Marie-Anne de Biolley (1822-1859), fille du grand industriel vervietois le vicomte Raymond de Biolley, il est le père du général Jacques de T'Serclaes de Wommersom (1852-1914).
Il descendait d'une ancienne famille des Lignages de Bruxelles, illustrée par le célèbre Éverard t'Serclaes le libérateur de Bruxelles qui a donné aussi son nom à la rue t'Serclaes à Bruxelles, ainsi que par Jean t'Serclaes, comte de Tilly commandant en chef des armées de la Ligue Catholique et du Saint-Empire romain pendant la première partie de la guerre de Trente Ans.
Après avoir pris une part active à la révolution belge de 1830, Émile de T'Serclaes fut blessé grièvement à Louvain. Il avait commencé ses études de droit à l'université d'État de Louvain et les termina à l'université de Gand dont il sortit Docteur en droit. Il débuta une brillante carrière dans le nouveau royaume de Belgique et fut nommé successivement commissaire de l'arrondissement de Louvain (1831-1835), secrétaire de légation à Vienne en 1835, puis commissaire de l'arrondissement de Bruxelles (1835-1837).
En tant que secrétaire général du ministère des Affaires étrangères de 1837 à 1844, il est le chef de la diplomatie belge. Il fut ambassadeur à Vienne (1835-1839) et à Berlin (1839-1857).
Membre du Conseil provincial de Brabant (1836-1846) et bourgmestre de Wommersom, il est également membre de la Chambre des représentants de 1847 à 1857.
Il est gouverneur de la province de Limbourg de 1857 à 1871, puis de la province de Flandre-Orientale de 1871 à 1879.
Il était le cousin de la baronne Aimée de T'Serclaes de Kessel (1829-1879), épouse de Henri Corr (1810-1875), ingénieur civil et artiste peintre, frère du graveur Erin Corr et de la peintre Fanny Corr, épouse du sculpteur Guillaume Geefs.

## Ses écrits
Outre de nombreuses collaborations à des revues historiques :
- La Culture des arts dans le Limbourg
- Éloge de feu le roi des Belges Léopold Ier
- Des obligations pour obtenir le caractère archéologique.